# Acalolepta celebensis
Acalolepta celebensis là một loài bọ cánh cứng trong họ Cerambycidae.